# Philipponnat

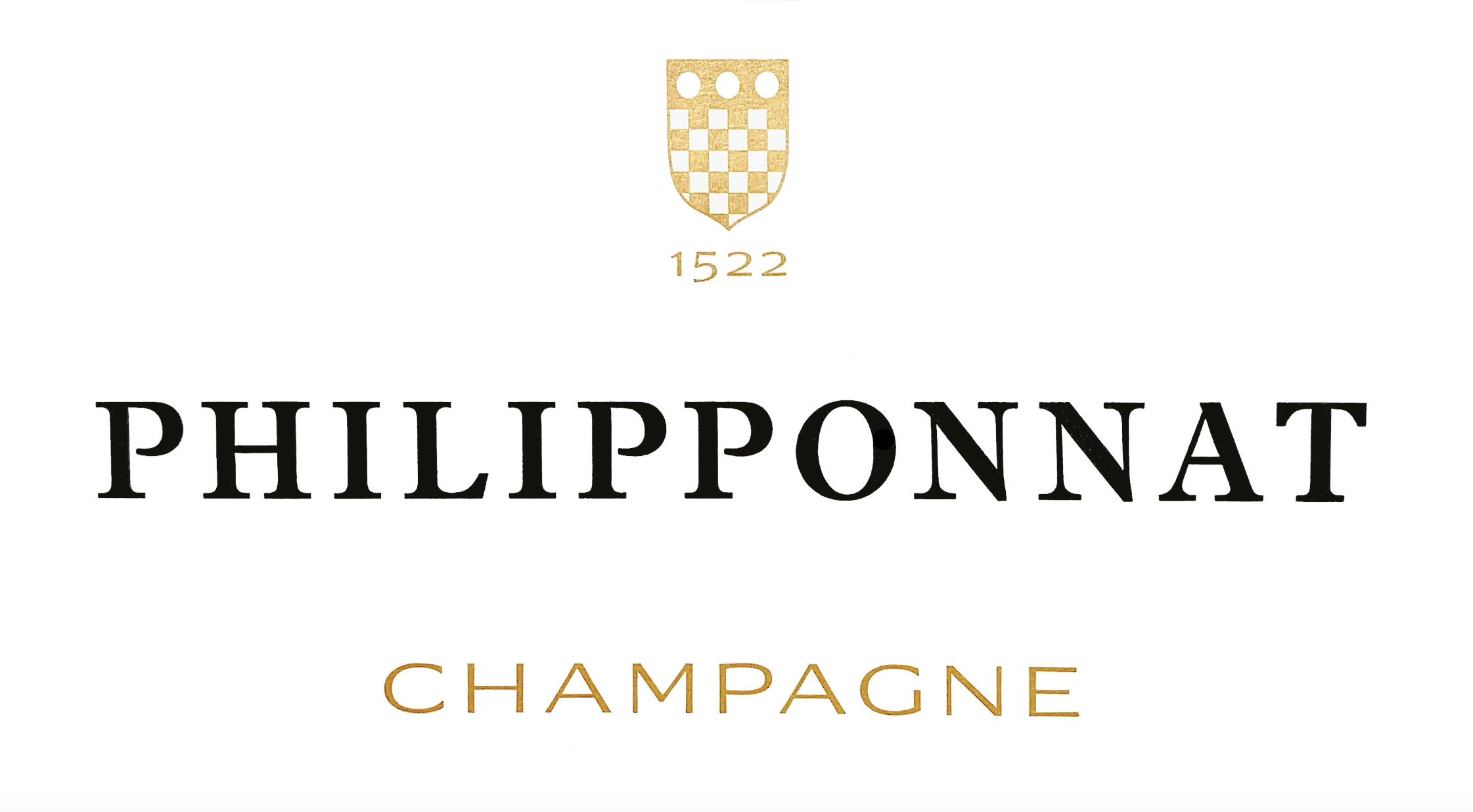
Logo

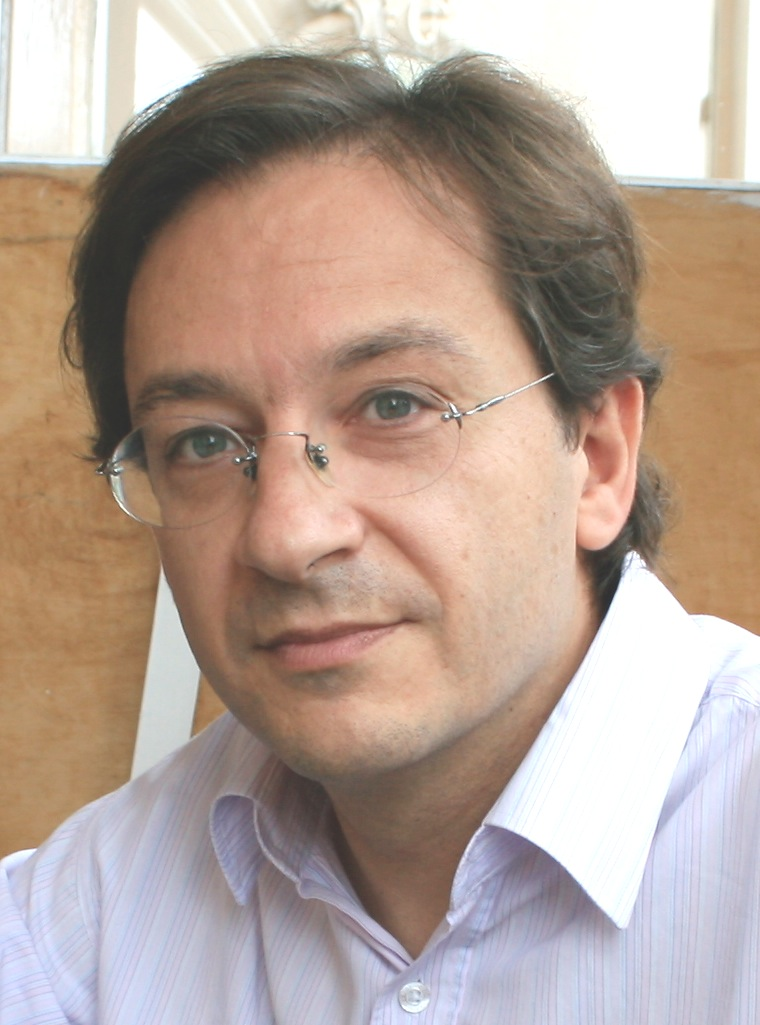
Olivier Philipponnat

Philipponnat is een in 1910 opgericht champagnehuis dat in Mareuil-sur-Ay zijn kelders heeft. De cuvée de prestige van Philipponnat is de Clos des Goisses (Vintage). Het bedrijf is na enige tijd deel uitgemaakt te hebben van Marie Brizard eigendom geworden van Lanson-BCC dat behalve Lanson en Abel Lepitre ook het huis De Venoge bezit.
De familie Philipponnat handelt al sinds de 17e eeuw in wijn maar pas in 1910 werd de eerste champagne Philipponnat gemaakt. In 1935 werd een beroemde en ommuurde wijngaard, de Clos des Goisses, in de heuvels boven Mareuil-sur-Ay aangekocht. De Clos des Goisses is vijf hectare groot en is beplant met 70% pinot noir en 30% chardonnay.
Het huis heeft een grote reserve aan wijnen van eerdere jaren. Deze worden in vaten bewaard en met het soleraproces "opgevoed" door de wijnen te vermengen. Op de flessen wordt de datum van de dégorgement vermeld.

## Champagnes

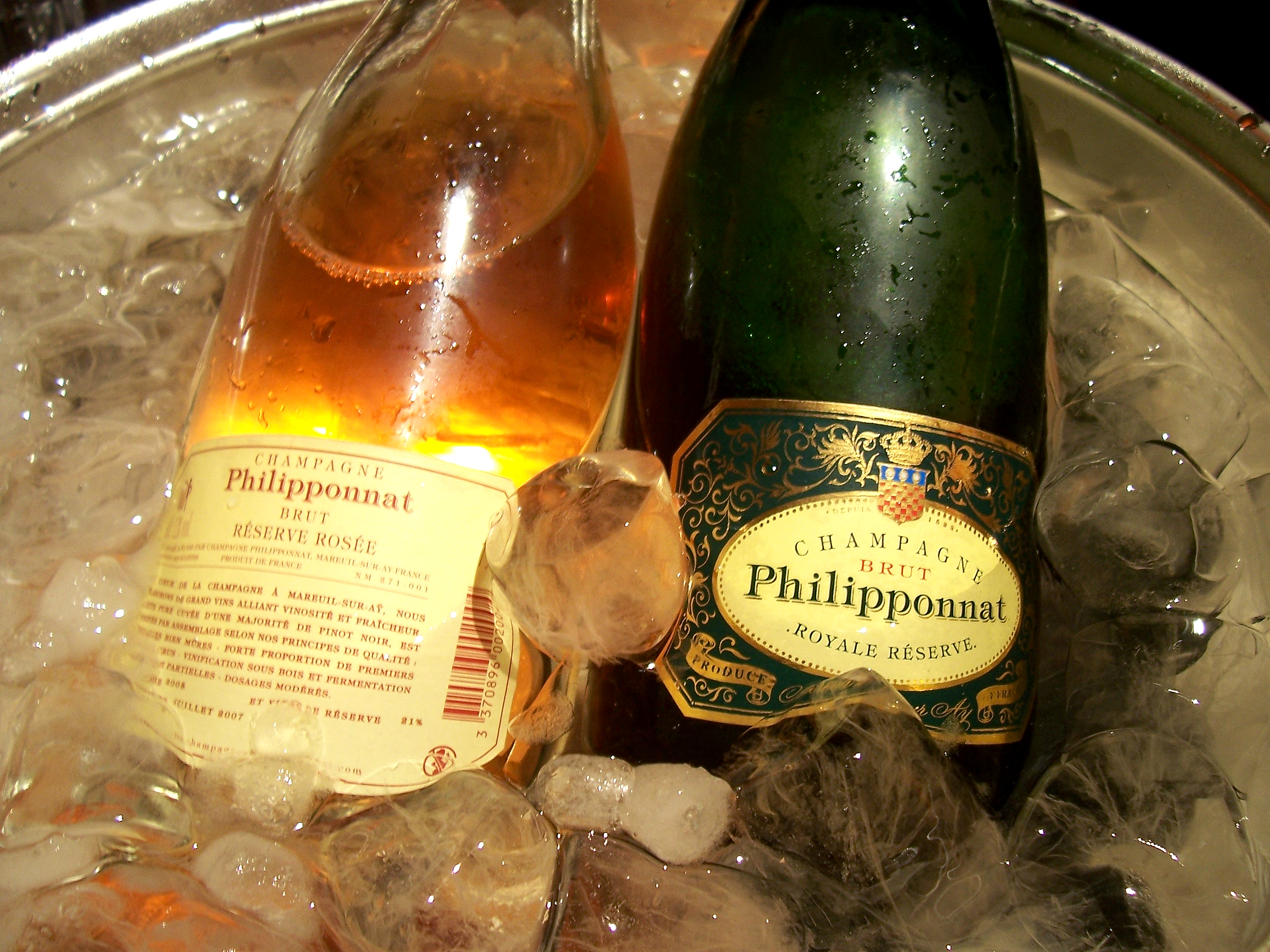
Champagne Philipponnat

- De Royale Réserve Brut is de Brut Sans Année van het huis. Het is de meest verkochte champagne en het visitekaartje van het huis. Aan deze wijn, een assemblage van 70% pinot noir en pinot meunier en 30% chardonnay. wordt 20% reserve van eerdere oogsten uit de kelders toegevoegd om een constante kwaliteit en een bepaalde stijl te kunnen garanderen. De wijn wordt vier jaar op gist te rijpen gelegd. De dosage suiker is 8 gram per liter.
- De Royale Réserve non Dosé is gelijk aan de Royale Réserve Brut met dien verstande dat in de liqueur d'expédition geen suiker is toegevoegd.
- De Royale Réserve Rosé is een roséchampagne.
- De Blanc de Noirs Millésime is een blanc de noirs, een witte wijn van blauwe, de Fransen zeggen "zwarte" druiven. De pinot noir en pinot meunier in deze millésime zijn in een en hetzelfde jaar geplukt. De wijn is gedeeltelijk in houten vaten bewaard wat de smaak beïnvloedt. De wijn wordt zes jaar of langer op gist te rijpen gelegd.
- De Grand Blanc Millésime is een brut blanc de blancs-champagne van uitsluitend chardonnay met een dosage van 4 of 5 gram per liter
- De Sublime Réserve Millésime is een sec, een zoete blanc de blancs champagne met een dosage van 30 gram per liter.
- De Cuvée 1522 is een extra brut met een dosage van 4 gram suiker per liter. De naam gedenkt dat een voorouder van de stichter, genaamd Apvril le Philipponnat, in 1522 wijngaarden tussen Ay en Dizy aankocht. De meeste druiven hebben in eiken vaten gerust. De flessen rijpten zes tot acht jaar in de kelder.
- De Cuvée 1522 Rosé is een extra brut roséchampagne met een dosage van 4 gram suiker per liter. De wijn bevat een deel rode wijn van pinot noir die voor de kleur werd toegevoegd.
- De Clos des Goisses een monocépage van uitsluitend pinot noir en chardonnay uit die wijngaard, bevat een dosage van 4 gram per liter. De Clos des Goisses is een champagne die volgens het huis het beste gedecanteerd kan worden.
- De Clos des Goisses Juste Rosé is een roséchampagne. De wijn is gelijk aan de brut, maar een klein deel van de pinot noir is samen met de schillen gemaccereerd, wat een rode wijn opleverde.